# Palais Ca' Zenobio degli Armeni
Le palais Ca' Zenobio degli Armeni (aussi dénommé Palazzo Zenobio ou Ca' Zenobio) est un palais construit au XVIIe siècle dans le style baroque, situé dans le sestiere de Dorsoduro, à Venise,. La façade du palais donne sur le Rio Carmini, et le ponte del Soccorso le relie au Palais Ariani.

## Histoire
Le palais appartient à la famille Morsini, puis à la famille Zenobio, grande famille patricienne de Venise, qui en conserve la possession jusqu'au XIXe siècle. En 1690, les Zenobio confient la rénovation et la restructuration de l'ensemble à l'architecte Antonio Gaspari, élève de Baldassare Longhena.
Au XIXe siècle, les propriétaires se succèdent, dont la famille Albrizzi. En 1836, les moines arméniens de l'ordre mékhitariste, basés sur l'île de San Lazzaro degli Armeni dans la lagune de Venise, deviennent propriétaires. L'école arménienne de la fondation Samuel Moorat, proposant une éducation européenne gratuite aux jeunes arméniens et installée au palais de Pesaro en 1836, est transférée au palais Zenobio en 1851.

## Intérieur
La Galerie des Glaces ou Sala degli Specchi est une salle de bal, et la salle adjacente a été décorée par Louis Dorigny, Gregorio Lazzarini et Giambattista Tiepolo.
Les panneaux représentent des scènes mythologiques et la vie de la reine Zénobie, de l'empire palmyrénien du IIIe siècle, ancêtre putatif de cette famille. L'entrée a vedute est de Luca Carlevarijs. Les archives et la bibliothèque du jardin ont été conçues par l'architecte néoclassique Tommaso Temanza.

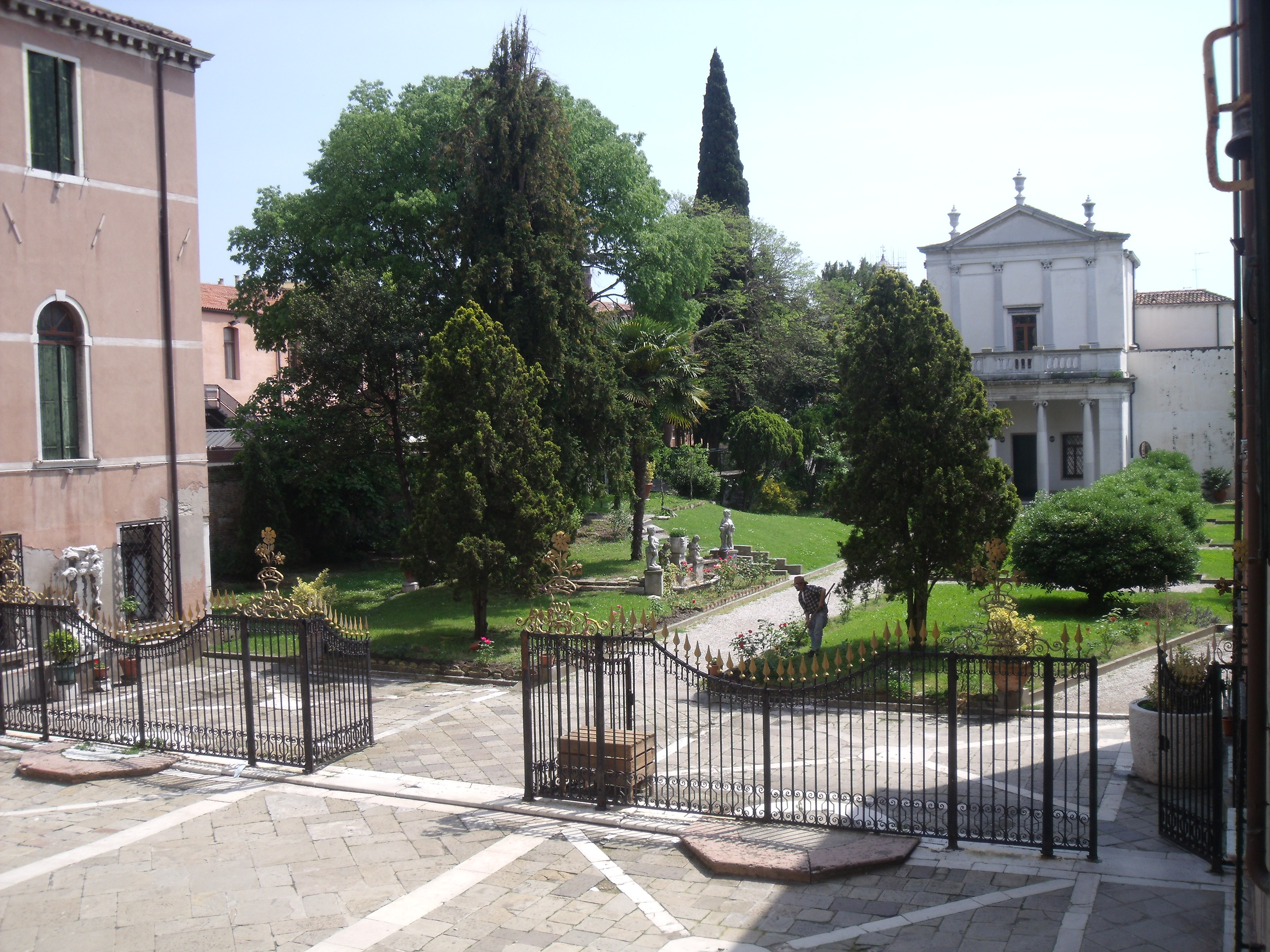
Cour, jardin et bibliothèque
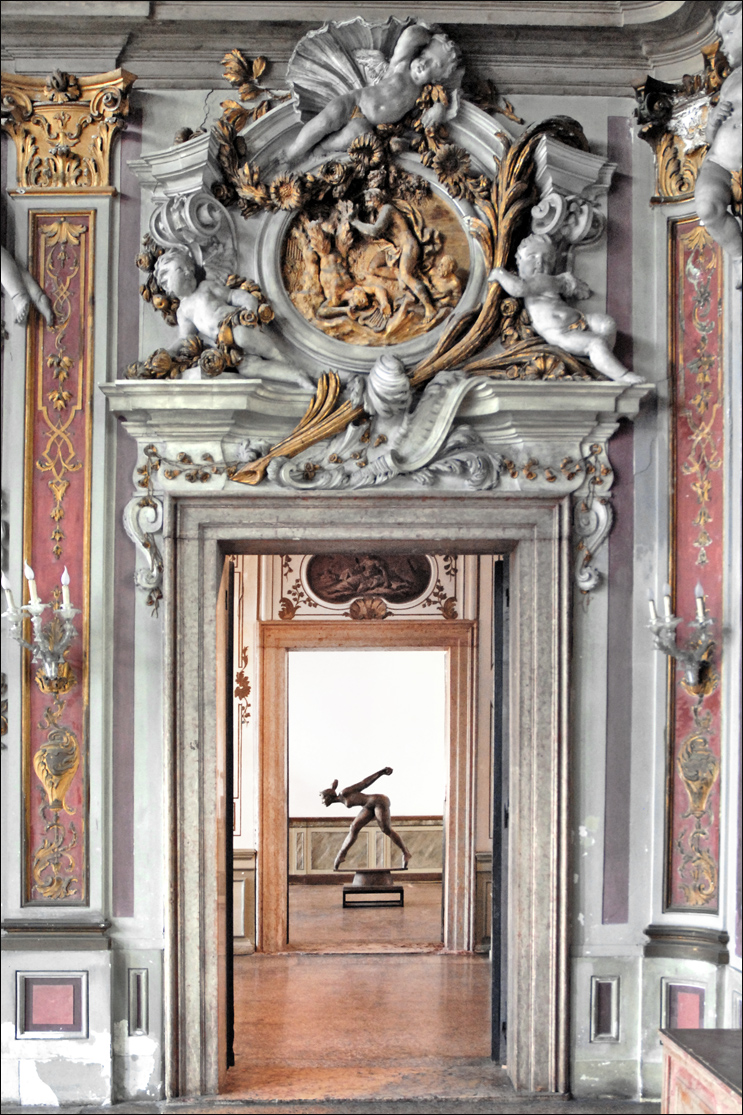
Décoration intérieure
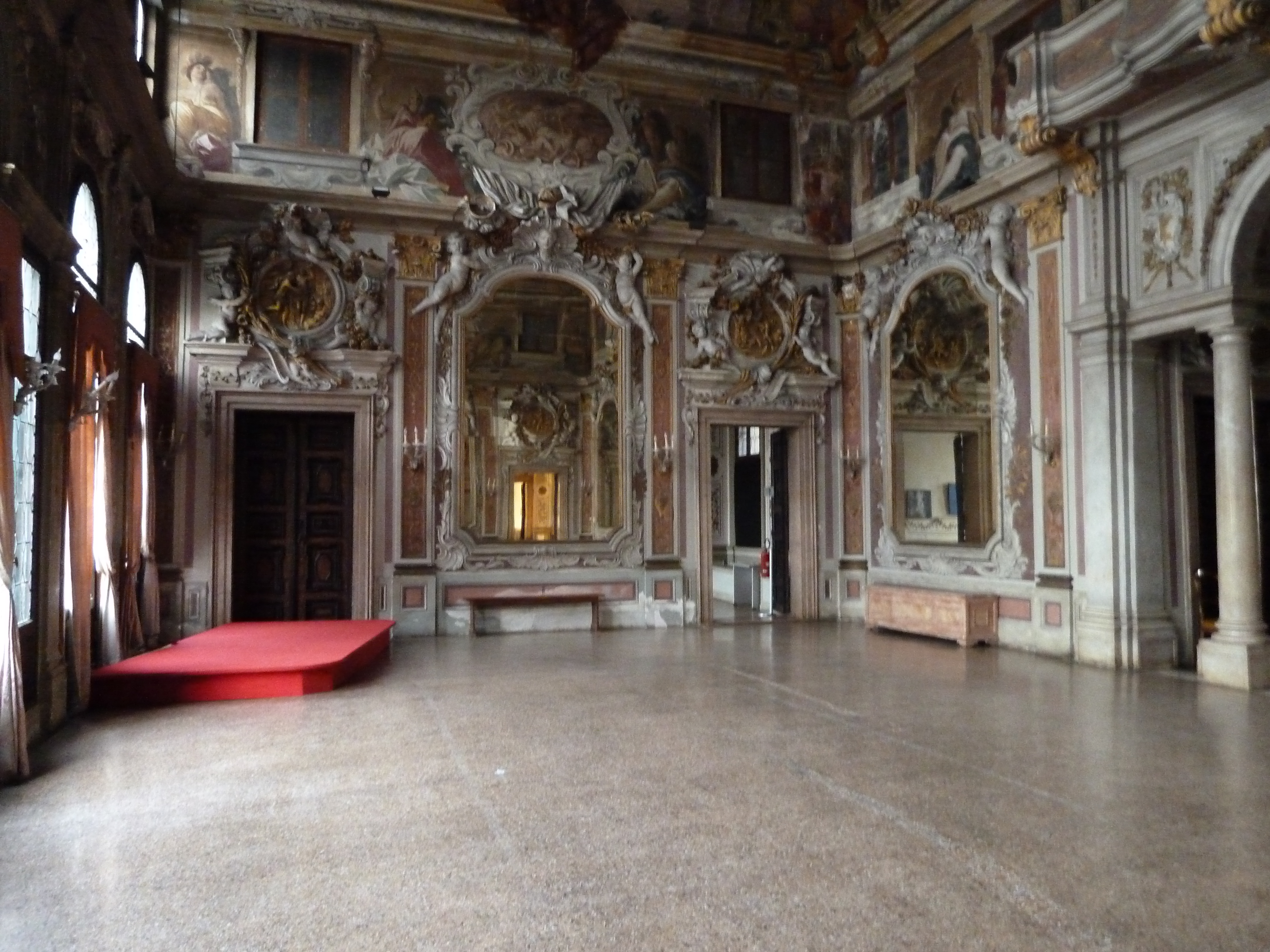
Salle de bal